# Michaela Beck
Michaela Hope Beck (ur. 5 lutego 2000) – amerykańska zapaśniczka walcząca w stylu wolnym. Srebrna medalistka mistrzostw panamerykańskich w 2024 i brązowa w 2018. Czwarta w Pucharze Świata w 2022 roku.